# Thierry Dusautoir
Thierry Dusautoir (Abidjã, 18 de novembro de 1981) é um jogador marfinense naturalizado francês de rugby union que atua na posição de asa.
Atual capitão da Seleção Francesa de Rugby, Dusautoir foi eleito o melhor jogador de rugby do mundo pela International Rugby Board em 2011, após ter liderado a França em uma instável campanha na Copa do Mundo do ano  a uma final que merecia vencer, contra a anfitriã Nova Zelândia. É conhecido pela frieza e pela capacidade de liderar pelo exemplo.
Fora do rugby, Dusuatoir é graduado em engenharia química.

## Carreira
Mudou-se aos 10 anos de idade com a família para a Dordonha, na França. Começou a praticar rugby aos 16, depois de ter feito judô. Passou pelo Bordeaux, onde começou, e por um ano no Colomiers antes de chegar ao Biarritz, onde em 2006 foi campeão francês, em final sobre o Toulouse, e vice europeu, para o Munster. Naquele ano, passou a jogar pelo próprio Toulouse e fez sua primeira partida pela Seleção Francesa de Rugby. Apesar da carreira ascendente, ele só foi convocado à Copa do Mundo de Rugby de 2007, realizada na própria França, após Elvis Vermeulen lesionar-se.
Contudo, à exceção da estreia, ele esteve nos demais jogos do mundial, com destaque para a vitória sobre a tradicional Nova Zelândia nas quartas-de-final. Foi a primeira vez na história das Copas do Mundo de Rugby que os All Blacks não chegaram às semifinais. Dusautoir fez o primeiro try francês naquela partida, e ajudou os Bleus a terem a esmagadora estatística de 178 tackles contra 36 dos adversários ali. O sonho de obter em casa o primeiro título mundial francês, porém, só durou até a fase seguinte, quando a rival Inglaterra, que havia sido derrotada pelos franceses em amistoso preparatório, venceu-os nas semifinais.

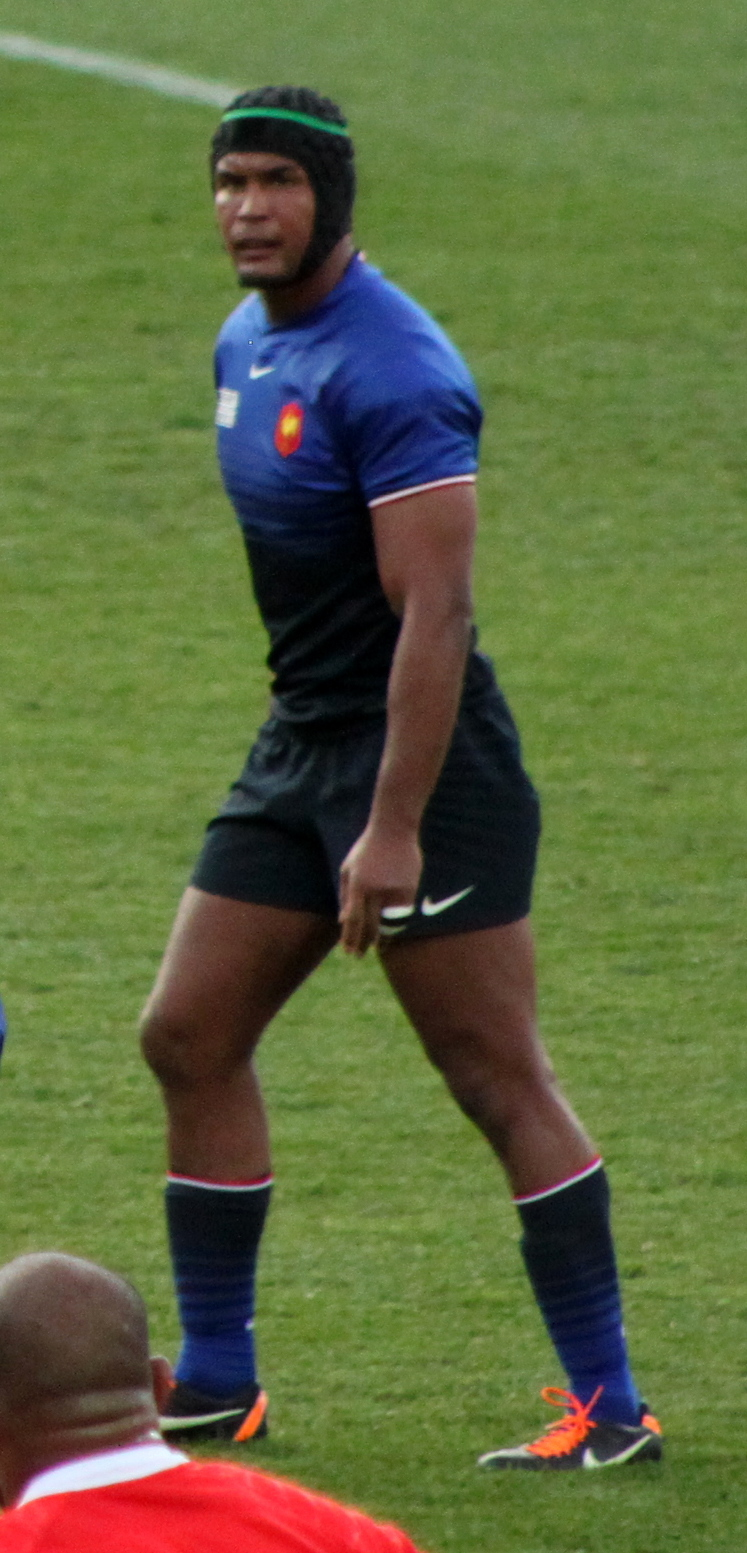
Contra Tonga, na Copa do Mundo de Rugby de 2011.

De substituto às pressas, Dusautoir passou a ser capitão da seleção, em 2009, inicialmente após lesão de Lionel Nallet. Mas, após excursão pela Oceania que incluiu nova vitória sobre a Nova Zelândia, manteve-se no posto mesmo com o retorno deste. No mesmo ano, a França conseguiu também uma destacada vitória sobre a África do Sul em Toulouse e, em 2010, Dusautoir foi o capitão da campanha perfeita no Seis Nações do ano: os gauleses obtiveram o chamado grand slam, ou seja, vitória em todos os jogos. Na temporada que se seguiu, em 2010-11, foi campeão francês com o Toulouse e confirmado como capitão para a Copa do Mundo de Rugby de 2011.
No mundial, a França teve uma campanha instável. Os jogadores se relacionavam mal com a mídia e com o próprio técnico, Marc Lièvremont, tendo sofrido derrotas para a anfitriã Nova Zelândia e também para Tonga, sendo esta última considerada o resultado mais surpreendente da história do torneio. Nos mata-matas, os franceses também jogaram mal, sendo bastante pressionados na semifinal, diante de um País de Gales superior mesmo com o capitão Sam Warburton expulso, mas conseguiram vencer, ainda que carregassem a pecha de "piores finalistas das Copas". Dusautoir e seus colegas de terceira linha, Imanol Harinordoquy e Julien Bonnaire, eram vistos exatamente como boa parte do lado positivo do elenco, tendo boas atuações.
A final foi novo encontro contra a favoritíssima Nova Zelândia, que vinha fazendo campanha irrepreensível. No jogo decisivo, porém, os franceses estiveram melhor e pressionaram bastante os anfitriões na meia hora final. Dusautoir teve grande atuação: visto como "incansável", ele marcou o try dos visitantes, que perderam por apenas um ponto de diferença - os All Blacks venceram por 8-7. Apesar da derrota, a performance do capitão ao longo da temporada e também na competição fizeram com que Dusautoir acabasse eleito o melhor jogador de rugby do mundo pela International Rugby Board na ocasião. Foi o segundo Bleu a receber a premiação.
Em 2012, conseguiu o bicampeonato francês seguido com o Toulouse.

## Trajetória em clubes

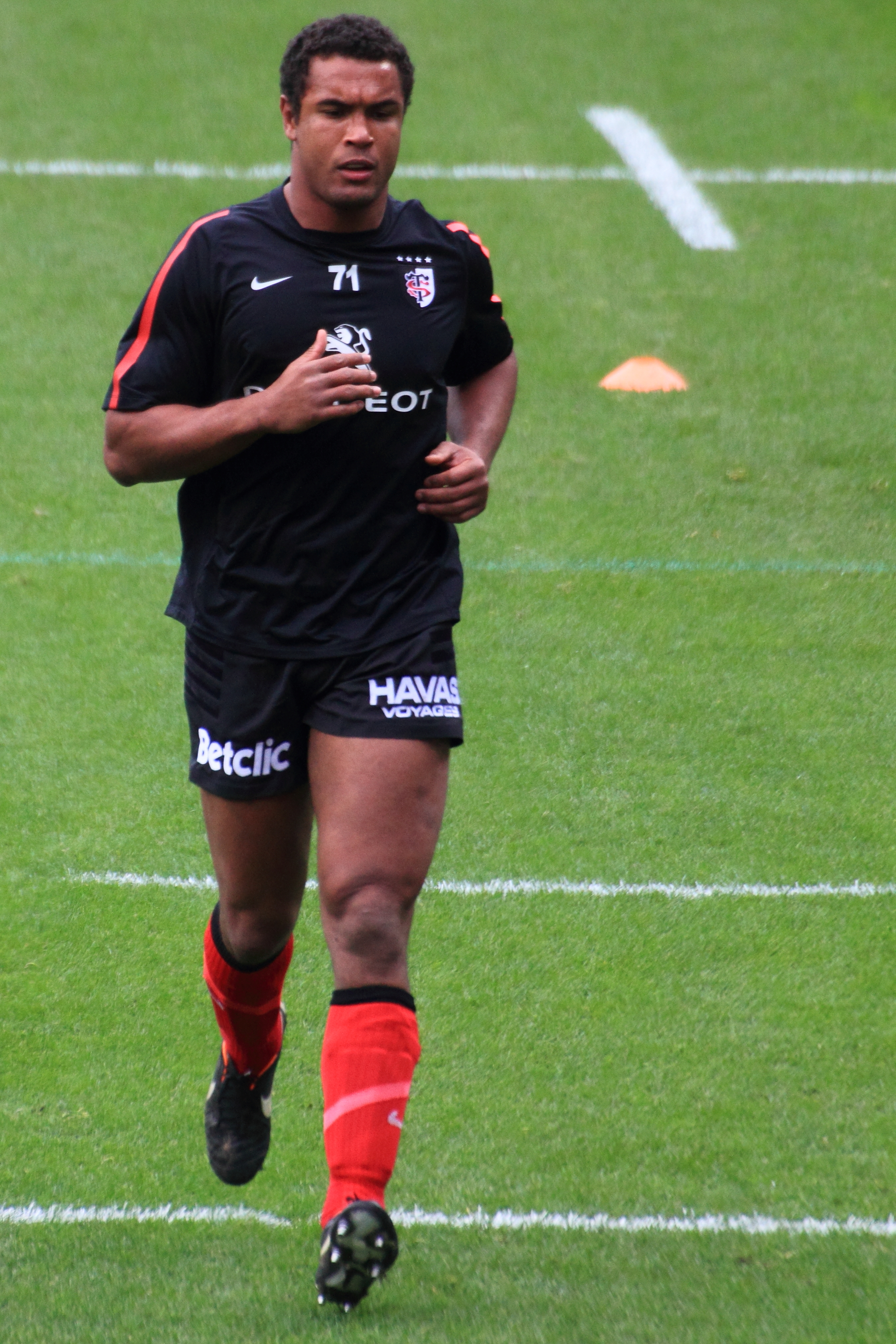
Pelo Toulouse, na vencida final do campeonato francês de 2012

- Bordeaux 2001-2003
- Colomiers 2003-2004
- Biarritz 2004-2006
- Toulouse 2006-

## Títulos

### Na seleção
- Seis Nações 2010, com grand slam
- Vice-campeão da Copa do Mundo de Rugby de 2011

### Em clubes
- Heineken Cup
  - Campeão em 2010 com o Toulouse
  - Finalista em 2006 e em 2008 com o Toulouse
- Top 14(campeonato francês)
  - 2005 e 2006 pelo Biarritz
  - 2008, 2011 e 2012 pelo Toulouse